# Euploea arida
Euploea arida är en fjärilsart som beskrevs av Hans Fruhstorfer 1910. Euploea arida ingår i släktet Euploea och familjen praktfjärilar. Inga underarter finns listade i Catalogue of Life.